# Wieland Ziller
Wieland Ziller (* 12. Dezember 1952) ist ein ehemaliger deutscher Fußballschiedsrichter des DFV sowie des DFB.
Der gelernte Werkzeugmacher und studierte Ingenieur für allgemeinen Maschinenbau legte 1968 seine Schiedsrichterprüfung ab und leitete ab 1974 Spiele der zweithöchsten Spielklasse in der DDR (DDR-Liga). Ab 1980 leitete er fast 100 Spiele der DDR-Oberliga sowie nach der Wende für den DFB zwischen 1990 und 1994 42 Spiele der Fußball-Bundesliga. Zwischen 1986 und 1994 war er zudem FIFA-Schiedsrichter.
Ziller leitete 1989 das FDGB-Pokalendspiel zwischen dem Berliner FC Dynamo und dem FC Karl-Marx-Stadt (1:0) im Stadion der Weltjugend, Berlin, vor 35.000 Zuschauern.
Zu seiner Bilanz gehören des Weiteren drei A-Länderspiele, das Endspiel um die U-16-EM 1987, Italien gegen die Sowjetunion (1:0) in Paris, sowie fünf Europapokalspiele.
Nach seiner aktiven Schiedsrichterzeit war Wieland Ziller in seiner Eigenschaft als Schiedsrichterbetreuer in den Fußball-Wettskandal 2005 um Robert Hoyzer verwickelt. Am 27. November 2004 hatte er eine Summe von mindestens 25.000 Euro von Ante Sapina erhalten, dem verurteilten Drahtzieher des Skandals, und den Eindruck erweckt, einen Großteil dieses Betrags an den vermeintlich manipulationsbereiten Schiedsrichter Jürgen Jansen weiterzuleiten. Tatsächlich behielt Ziller jedoch das gesamte Geld für sich und nahm keinen Kontakt zu Jansen auf. Er wurde  für seine Handlungen vom DFB für fünf Monate, von Ende Mai bis Ende Oktober 2005, für offizielle Aufgaben und Funktionen innerhalb des DFB gesperrt.